# Abbaye Saint-Paul de Besançon
Pour les articles homonymes, voir Abbaye Saint-Paul et Saint-Paul.
L'abbaye Saint-Paul de Besançon est une ancienne abbaye augustinienne du VIIe siècle du centre historique de Besançon en Franche-Comté. Abbaye prestigieuse au Moyen Âge, la nef de l'église abbatiale gothique du XIVe siècle  fait office à ce jour de réserve lapidaire municipale.
L'église est classée aux monuments historiques depuis le 12 novembre 1942.

## Histoire
L'abbaye est fondée vers 630 par saint Donat de Besançon, disciple de saint Colomban de Luxeuil, 2 rue d'Alsace, à l’intérieur est de la Boucle du Doubs, sur les vestiges d'un palais romain, le Palatium (le Palais).

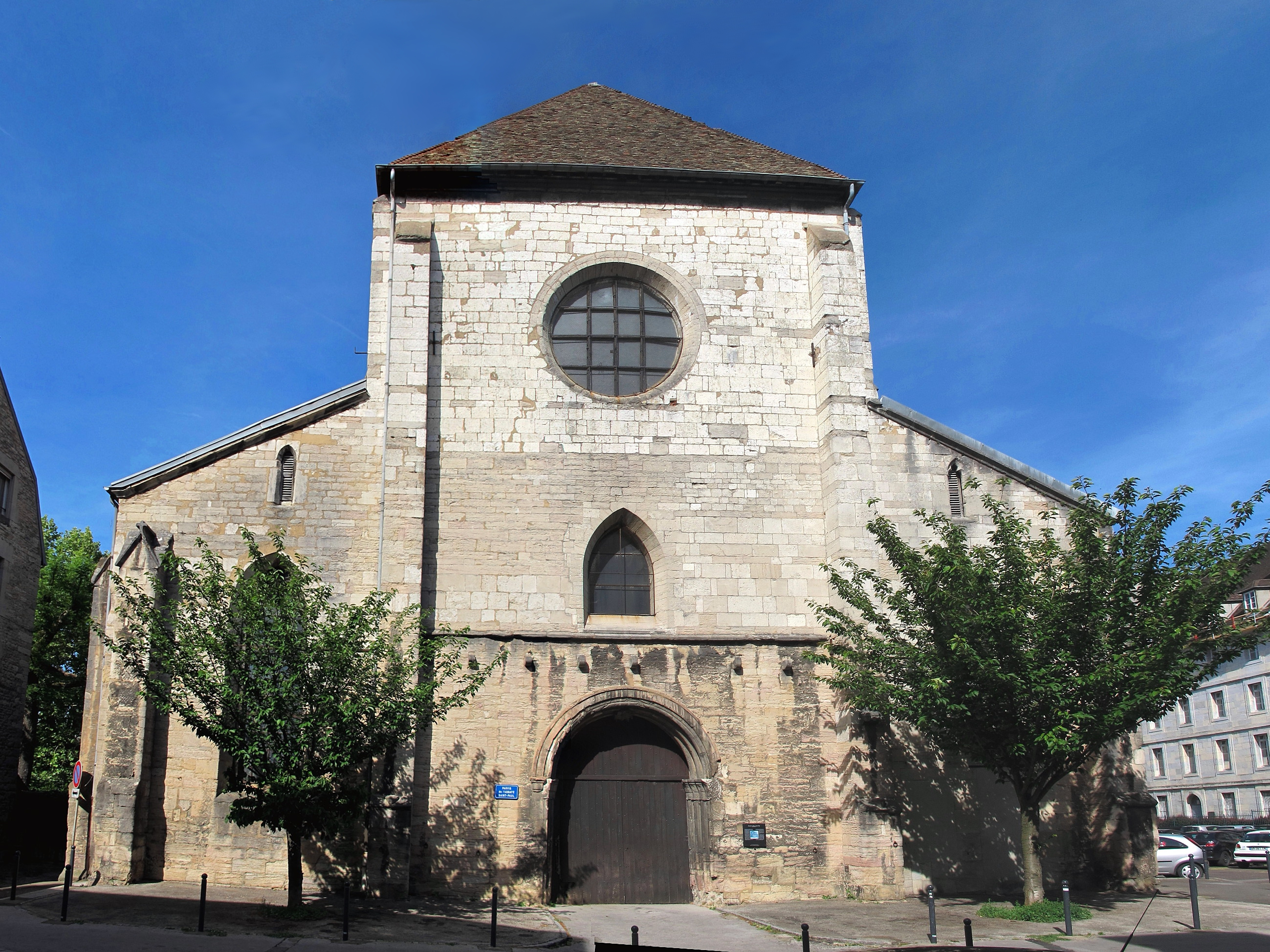
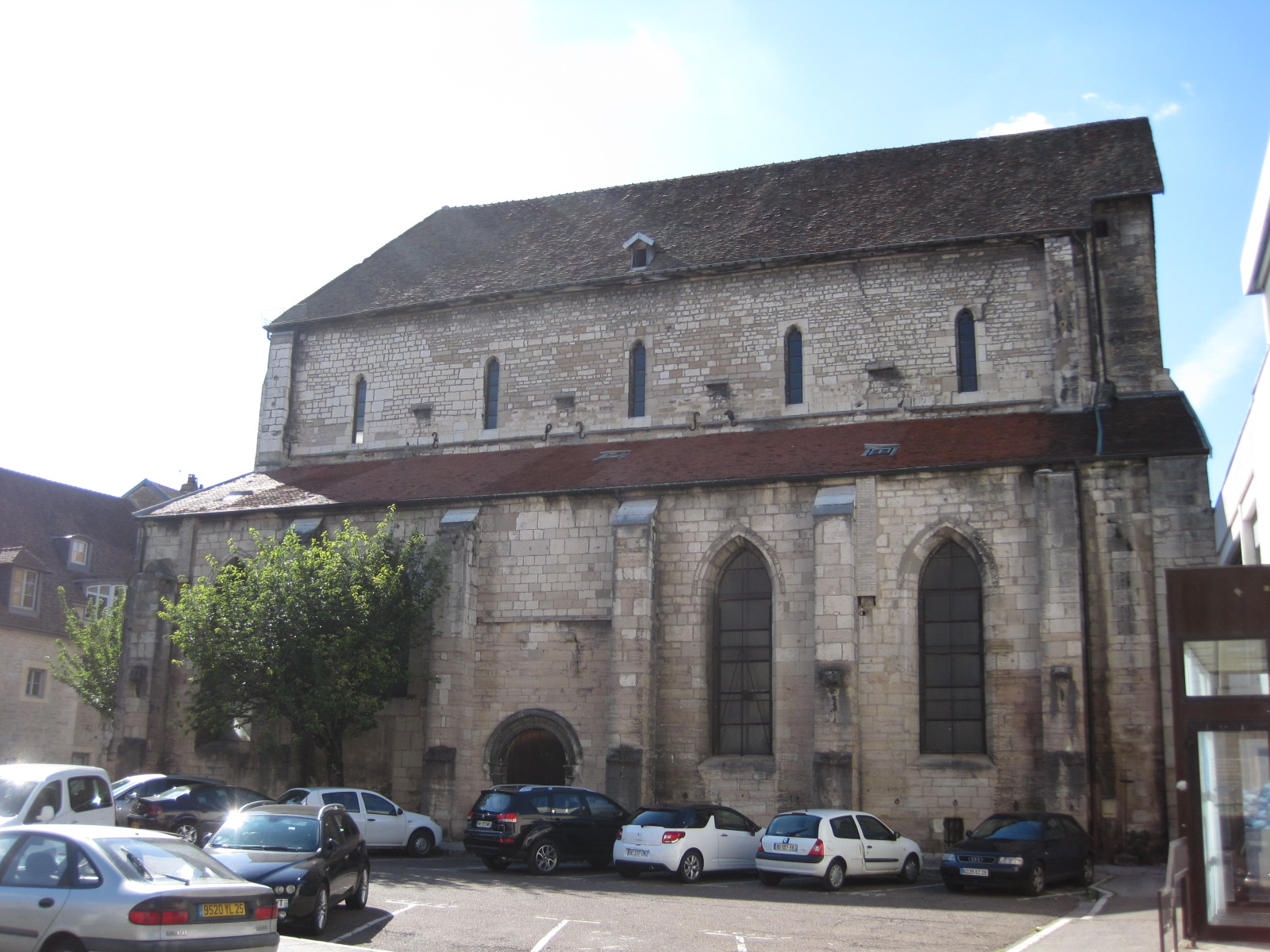

Les moines ont adopté à l'origine la règle de saint Benoît, concurremment avec la règle de saint Colomban du fondateur. Au XIe siècle, l'archevêque de Besançon Hugues Ier de Salins transforme l'abbaye en collégiale consacrée à sainte Marie, saint Paul et saint Antide.

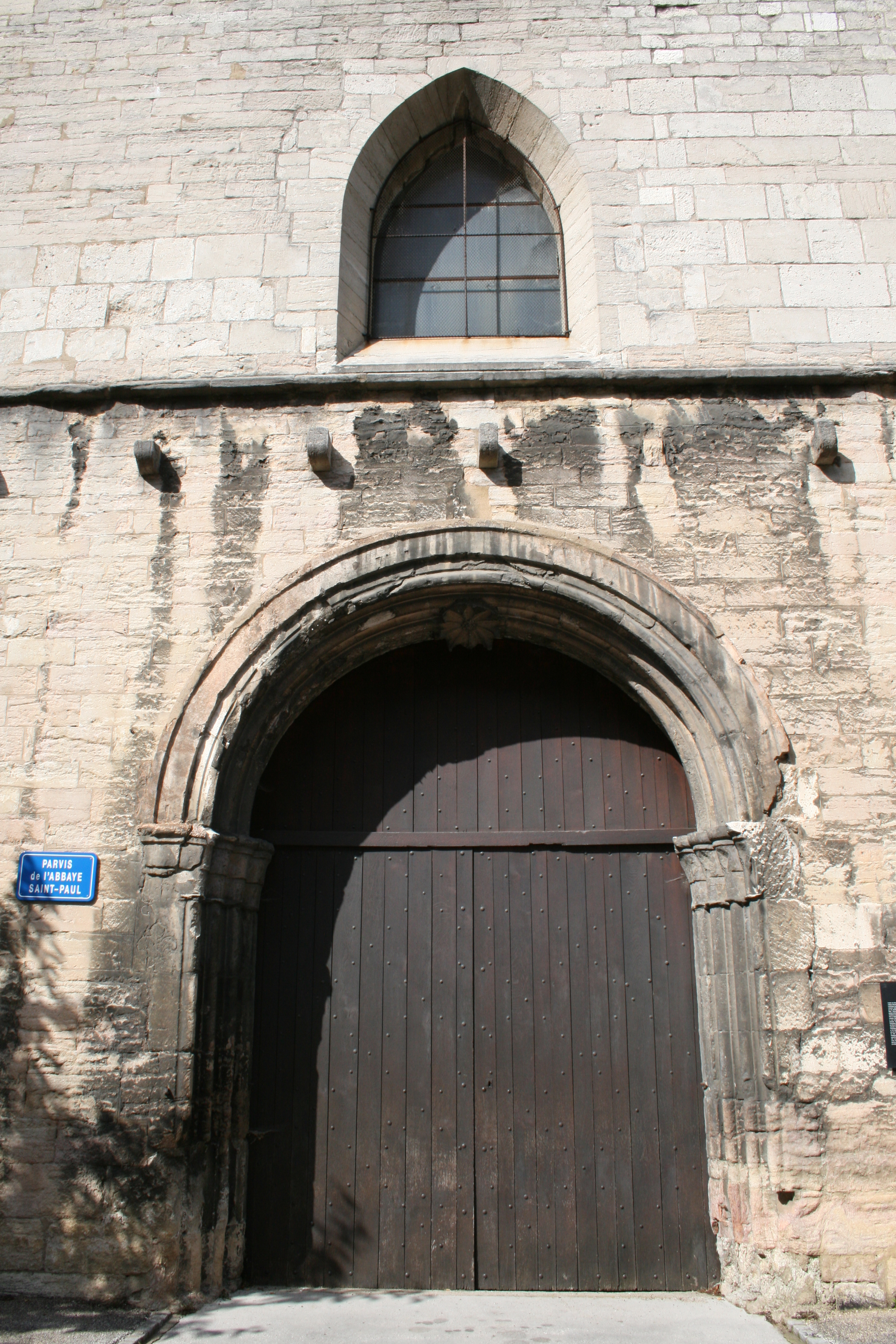
Portail de l'église.
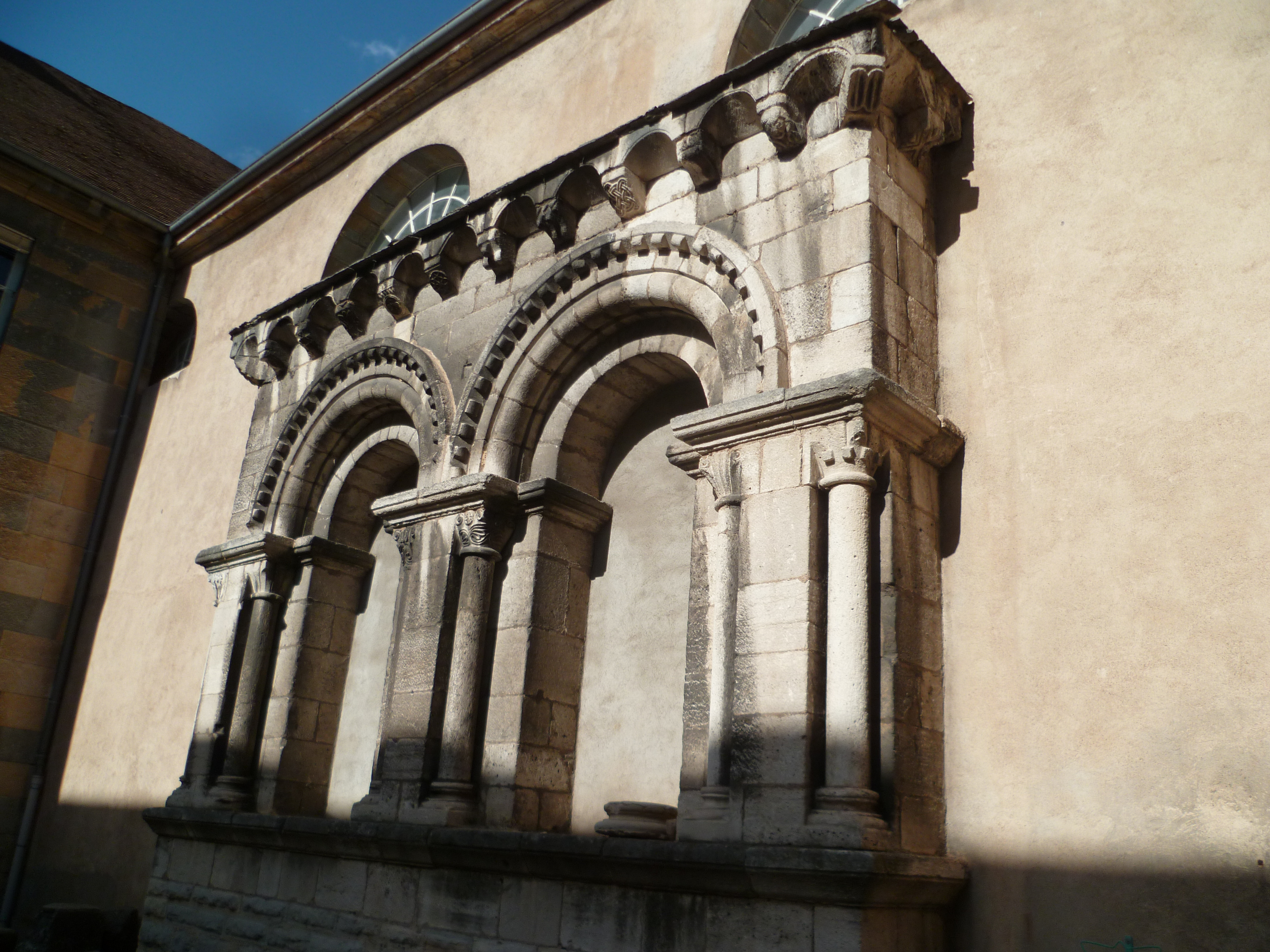
Vestige du clocher du XIIe siècle, remonté dans la cour de la bibliothèque municipale.

La charte de fondation du nouveau monastère est promulguée en 1044. Les bâtiments sont restaurés au XIIe siècle (clocher et chœur), époque où les chanoines séculiers s'effacent au profit des chanoines réguliers, puis au XIVe siècle (nef). À la Révolution française, l'église est déclarée bien national et sert d'écurie pour l'armée puis de magasin d'habillement pour l'intendance. Elle est de nos jours utilisée par la municipalité comme réserve lapidaire.

## Bâtiments
- À la suite des destructions du clocher, du transept, du chœur survenus au XIXe siècle, il ne subsiste plus de l'église que la nef à trois vaisseaux d'époque gothique. Des vestiges du clocher sont exposés dans la cour du bâtiment des archives municipales.

- En face de l'église se trouve l'ancien bâtiment de cuverie et grenier qui a été reconverti en habitation. Les façades, toiture, cave et escalier intérieur dans l'angle est sont inscrits aux monuments historiques par arrêté du 29 mars 1995[2].

- Des bâtiments claustraux, seule l'ancienne chapelle capitulaire a été conservée mais dans un état très abimé[3]. Ces vestiges font l’objet d’une inscription au titre des monuments historiques depuis le 17 juillet 1972

- Propriété de l'abbaye, le moulin Saint-Paul[4] sur la rive gauche du Doubs est attesté dès le XIe siècle et une papeterie s'y installe en 1473. Converti en moulin de siège par Vauban, il a été reconstruit plusieurs fois depuis. Actuellement, le bâtiment est occupé par les bureaux du service des Voies navigables de France.

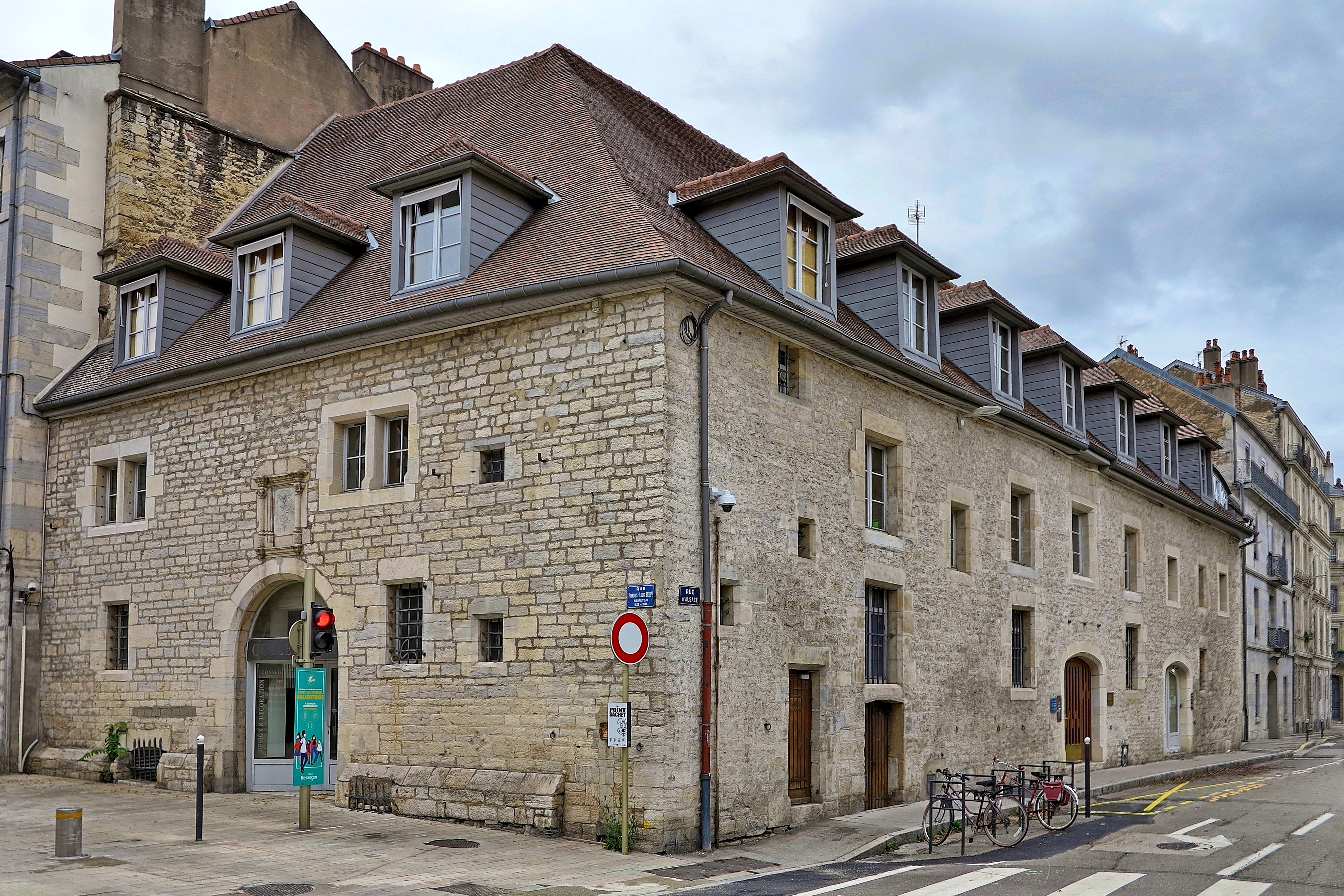
L'ancien bâtiment de cuverie.
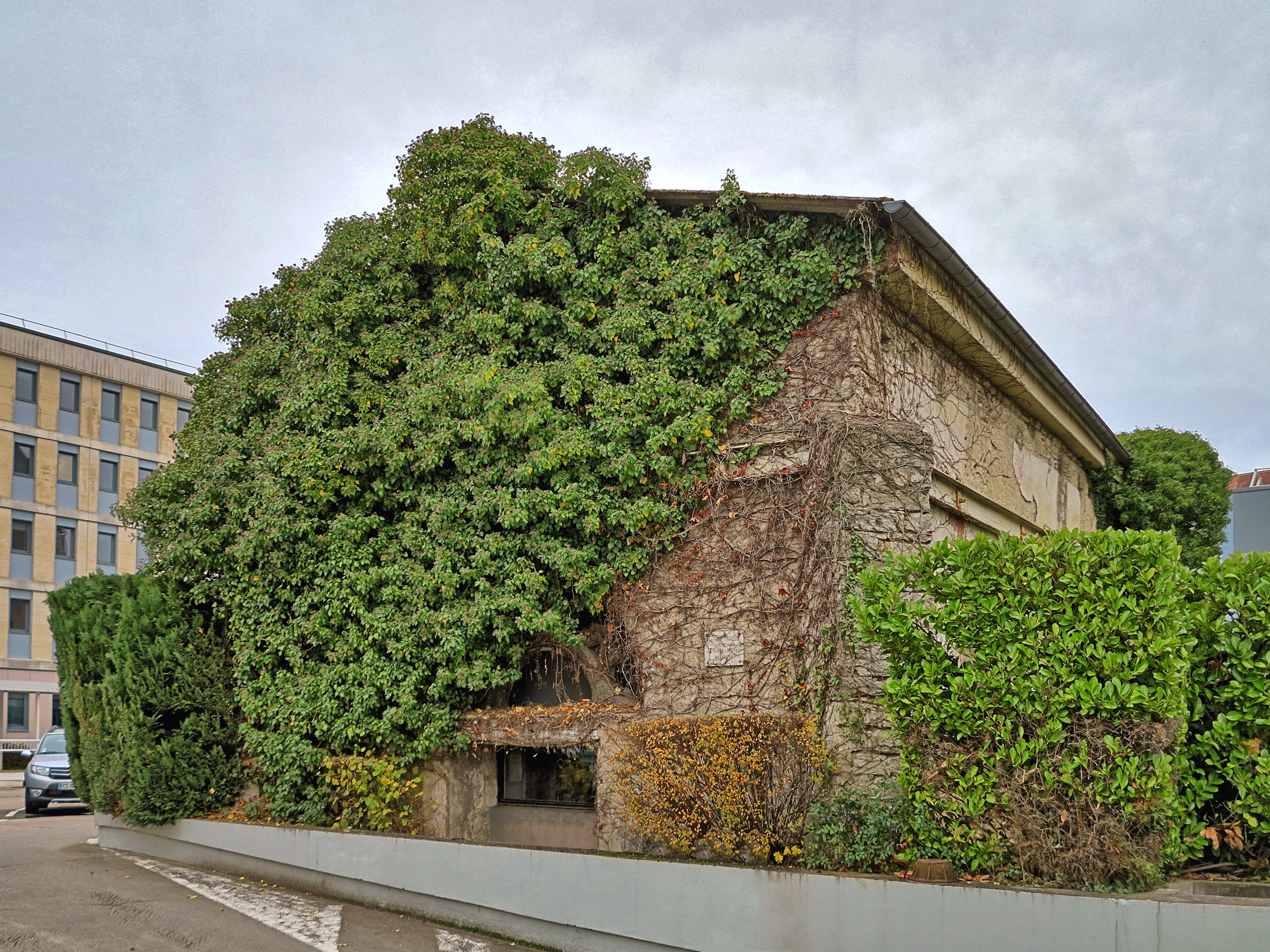
Vestiges de la chapelle capitulaire.
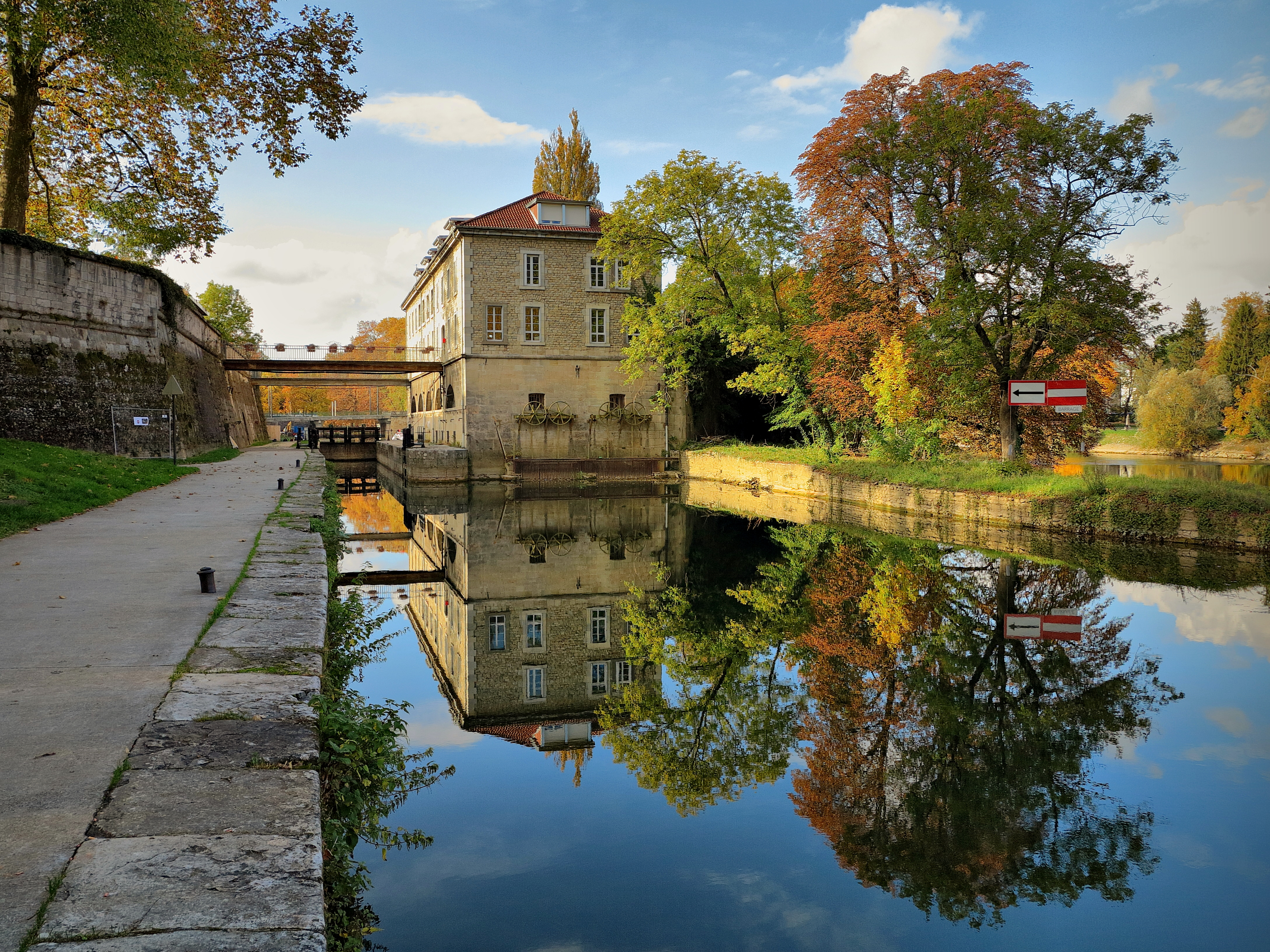
Le moulin Saint-Paul.

## Sources
- Histoire de Besançon publiée sous la direction de Claude Fohlen Ed. Cêtre à Besançon.
- Léon Marquiset. L'abbaye Saint-Paul de Besançon 650-1775. Besançon, Bossane et fils impr., 1909; 298 pages, grav.